# Palacio Nuevo (Bérgamo)
El Palazzo Nuovo de Bérgamo, sede de la biblioteca municipal Angelo Mai, está situado en la parte alta de la ciudad, en el lado noreste de la Piazza Vecchia que cierra como un telón de fondo.
Su posición contrasta con el medieval Palazzo della Ragione, con la fuente Contarini que destaca en el centro de la plaza, la Torre Campanone que completa la arquitectura medieval del Palazzo della Ragione, el Palazzo del Podestà y los edificios que cierran la plaza. 

## El edificio

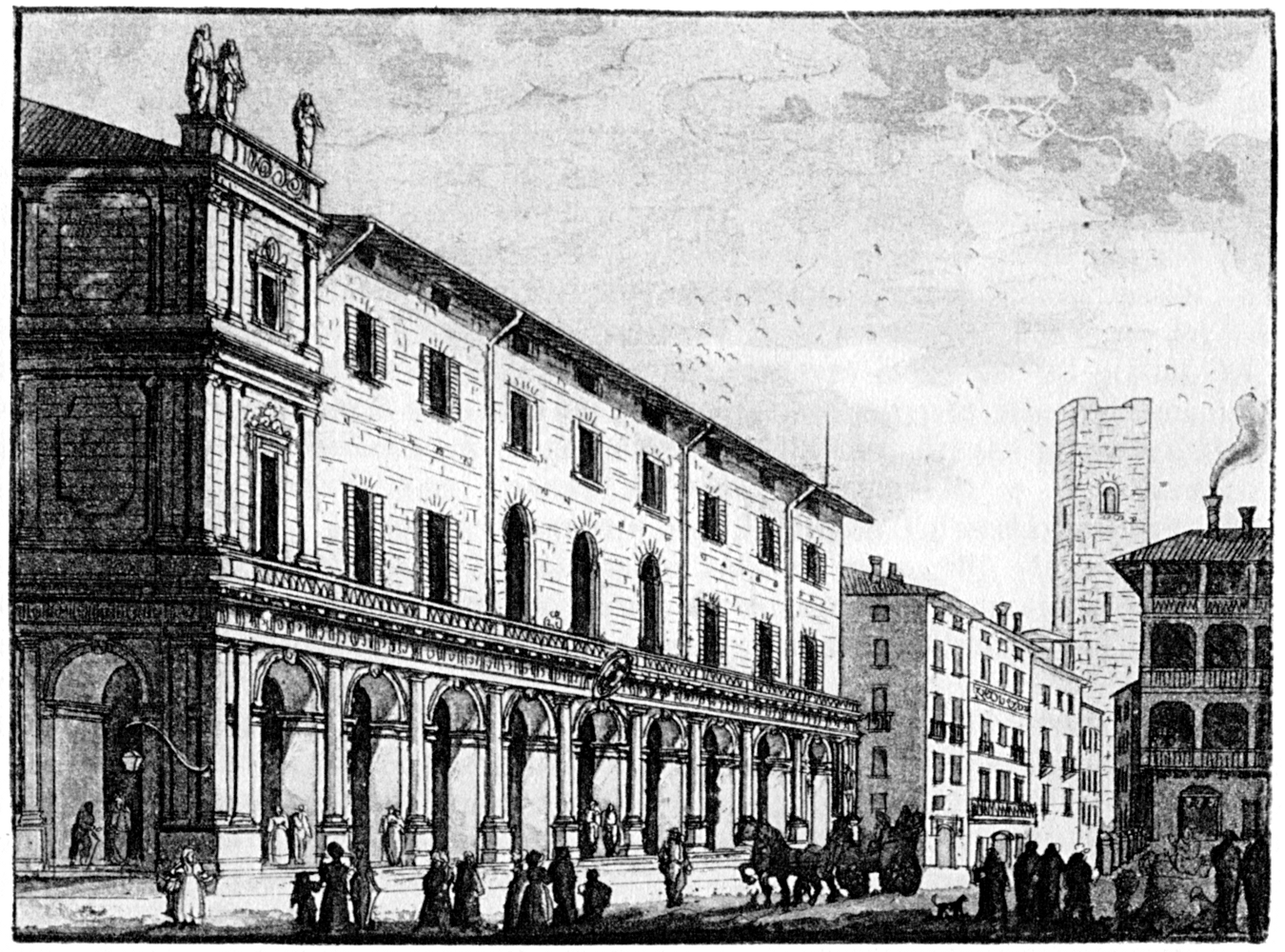
Palazzo Nuovo en un grabado de 1843, antes de la finalización de la fachada por Ernesto Pirovano

El Palazzo Nuovo, como se le llama en contraposición al Palazzo Vecchio o della Ragione, inicialmente destinado a albergar la sede del municipio, fue construido según un diseño del arquitecto Vincenzo Scamozzi,  que comenzó a construirse a principios del siglo XVII y fue finalmente concluida sólo en 1958 con la adición de las últimas obras ornamentales en la fachada. Se trata, en realidad, de seis estatuas, obra de Tobia Vescovi, que fueron colocadas en las molduras de la segunda, quinta y octava ventana de la fachada que da a la Piazza Vecchia.La logia de acceso, que aligera la fachada, fue diseñada por el arquitecto Andrea Ceresola, conocido como Vannone, quien también es responsable de la reconstrucción del Palacio Ducal de Génova, 1591.
La fachada de mármol blanco de Zandobbio es obra, 192, del arquitecto Ernesto Pirovano, quien en su diseño tuvo en cuenta el proyecto inicial de Scamozzi. La fachada se desarrolla según dos órdenes superpuestos: el primero, en la planta baja, caracterizado por los arcos de la logia y el segundo, superior, aligerado por una serie de nueve ventanas que se abren detrás de una elegante balaustrada. Tanto las ventanas de segundo orden como los arcos de la logia inferior están cerrados por columnas dóricas superpuestas que suavizan el conjunto. El conjunto se completa con un entrepiso con ventanas y una balaustrada encima.
Desde la logia exterior se pasa al atrio neoclásico, decorado con mármoles y placas conmemorativas que crean una atmósfera austera pero tranquilizadora, casi como para invitar a la lectura.
Entre las obras ornamentales más significativas del atrio destacan la llamada Columna Camozzi, un atril esculpido en forma de árbol con los escudos de Bérgamo y Brescia, el busto de mármol de la poetisa Paolina Secco Suardo, el mármol busto de Ambrogio Calepio, conocido como el Calepino, el busto de Bartolomeo Colleoni y otros menos conocidos.
Las paredes están cerradas, en la parte superior, por veinte medallones de yeso que representan a otros tantos personajes ilustres que trabajaron en Bérgamo.

Frescos con motivos grotescos y alegóricos de Pietro Baschenis decoran la Sala Tassiana y las estancias interiores.

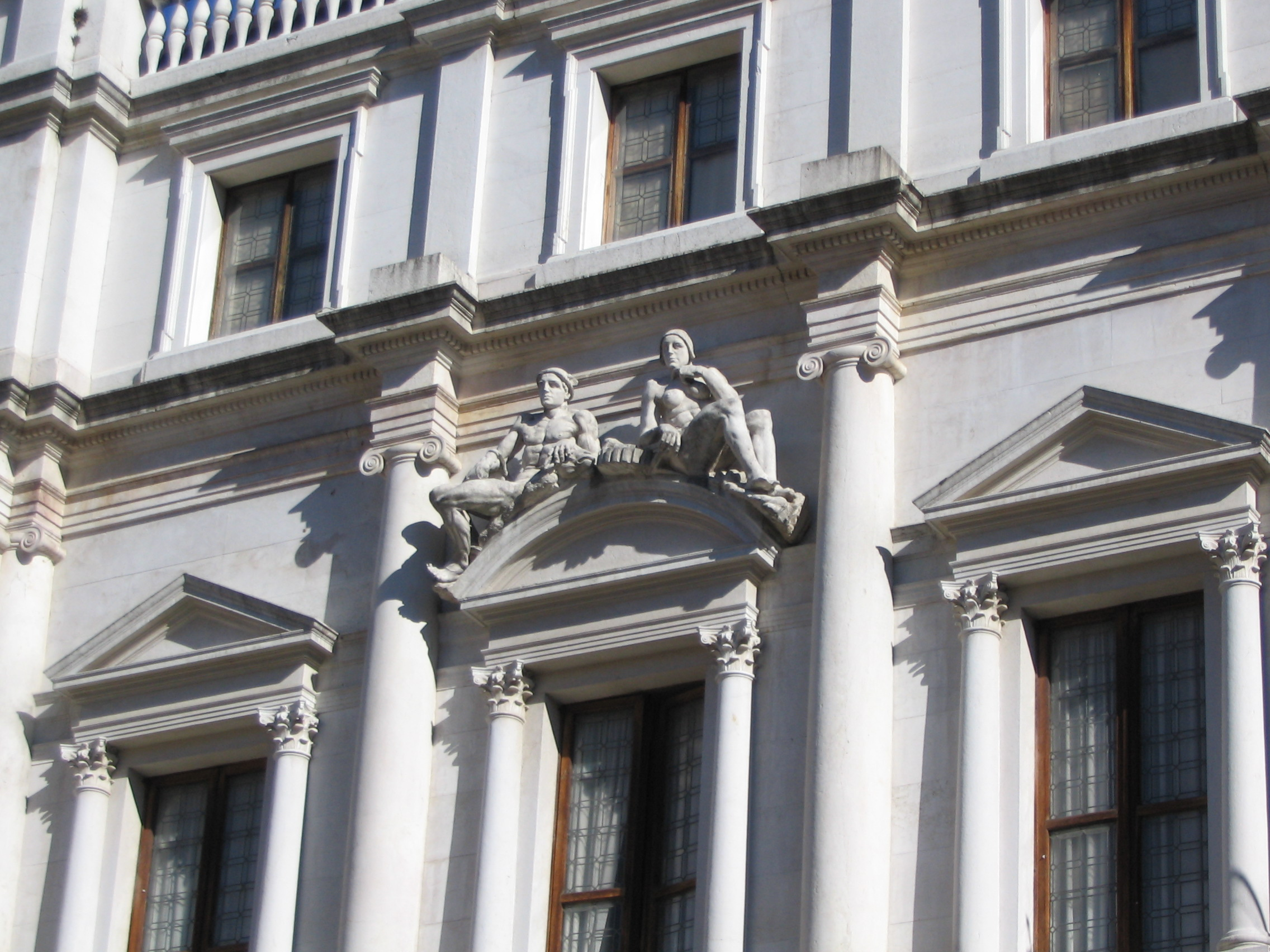
Segunda trabeación
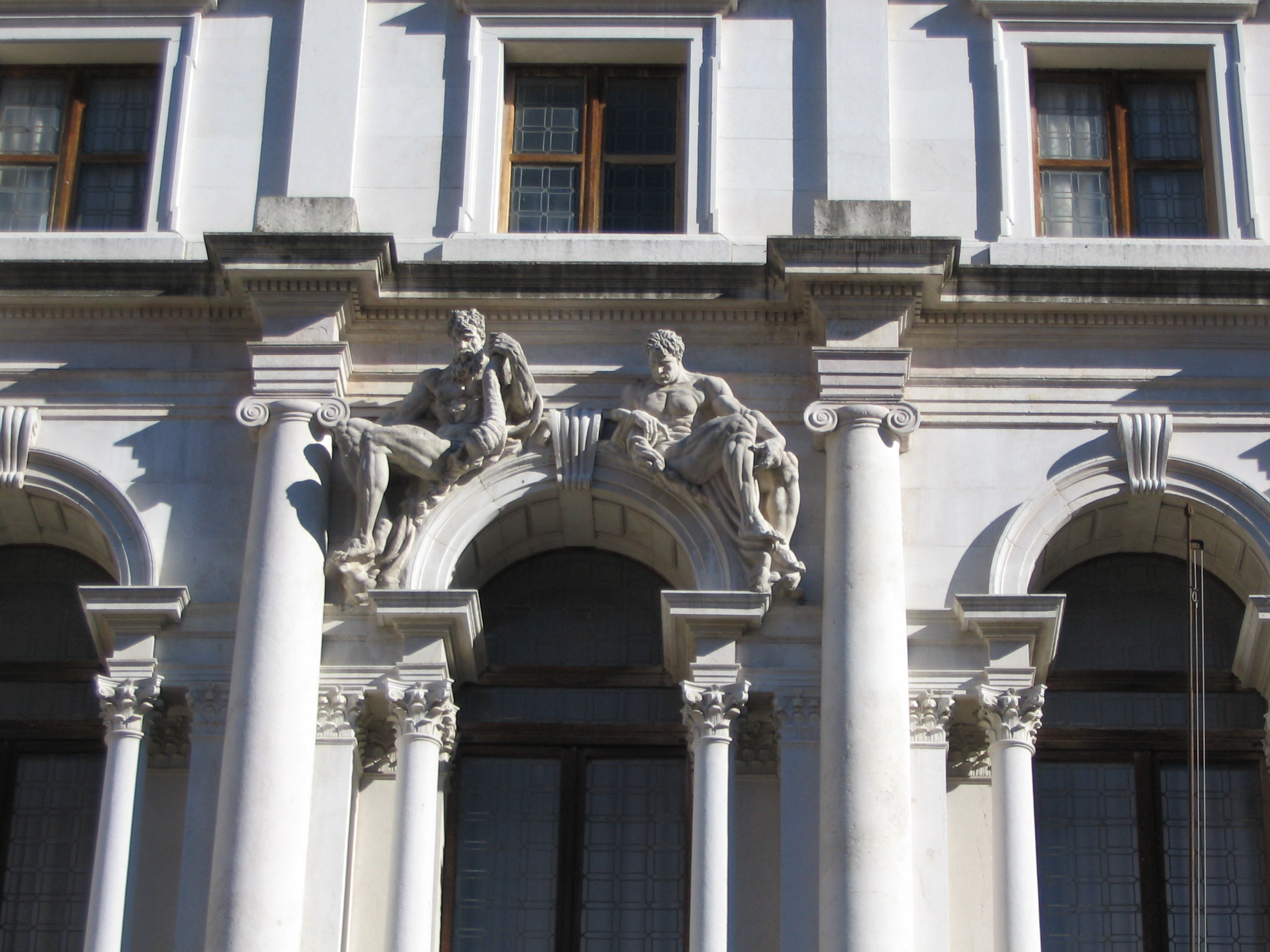
Quinto entablamento
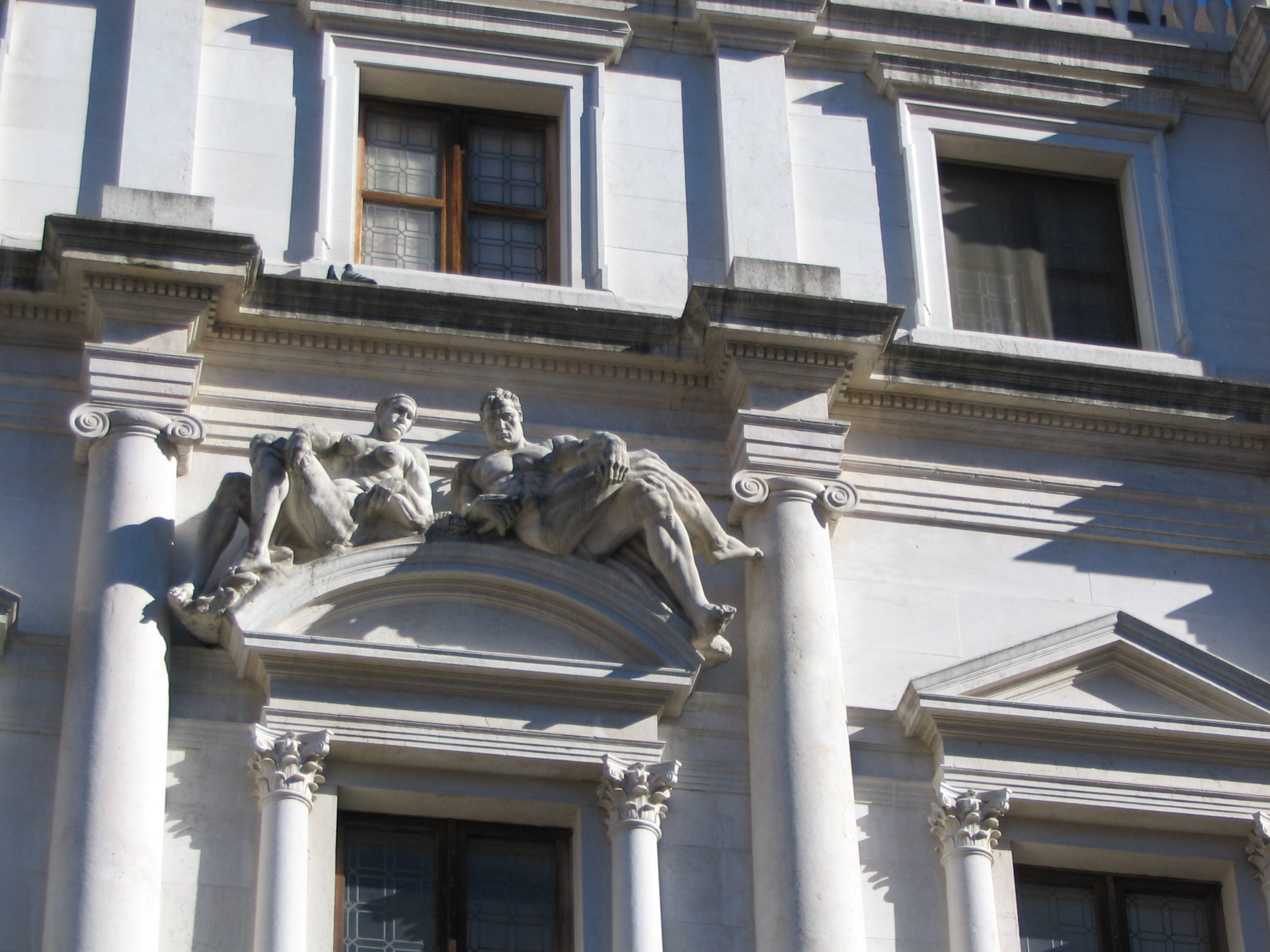
Octavo entablamento

## Biblioteca
La Biblioteca Municipal Angelo Mai, nacida de un legado de libros que el cardenal Giuseppe Alessandro Furietti hizo a la ciudad el 13 de febrero de 1768, estuvo inicialmente alojada en el Palacio de la Razón y luego trasladada en 1928 al Palacio Nuevo, donde se encuentra actualmente.
Es una de las instituciones de conservación histórica más importantes de Italia, con 677.145 volúmenes, 2.280 incunables y 16.830 manuscritos.